# Arie van Gemert
Arie van Gemert (Dordrecht, 1929. március 23. – 2024. június 15.) holland nemzetközi labdarúgó-játékvezető. Polgári foglalkozása számítógép-kezelő.

## Pályafutása

### Labdarúgóként
Fiatal éveiben ismerkedett meg a rongylabdával. Minden vágya az volt, hogy egyszer egy igazi sportfelszerelésben, bőrlabdával játékosként szerepelhessen valamelyik csapatban. A helyi O.D.S. Dordrecht klub kölyök-, ifi, majd felnőtt csapatában szerepelt 17 éven keresztül, mint kapus.

### Nemzeti játékvezetés
Egy ifjúsági mérkőzésen felkérték, hogy vezesse le a találkozót, annyi dicséretet kapott, hogy lelkesedésből beiratkozott egy tanfolyamra.
A játékvezetői vizsgát 1948-ban tette le. A küldési gyakorlat szerint rendszeres partbírói tevékenységet is végzett. 1956-ban minősítették amatőr játékvezetőnek. 1962-ben lett az I. Liga játékvezetője. A nemzeti játékvezetéstől 1976-ban vonult vissza.

#### Nemzeti kupamérkőzések
Vezetett kupadöntők száma: 1.

##### Holland labdarúgókupa
A Holland Labdarúgó-szövetség JB-je, szakmai munkájának elismeréseként megbízta a kupadöntő irányítására.
| Időpont        | Mérkőzés típusa | Mérkőzés      | Eredmény |
| -------------- | --------------- | ------------- | -------- |
| 1974. május 1. | döntő           | PSV–NAC Breda | 6 : 0    |

### Nemzetközi játékvezetés
A Holland labdarúgó-szövetség Játékvezető Bizottsága (JB) terjesztette fel nemzetközi játékvezetőnek, a Nemzetközi Labdarúgó-szövetség (FIFA) 1967-től tartotta nyilván bírói keretében. A FIFA JB központi nyelvei közül a németet és az angolt beszéli. Több válogatott és nemzetközi klubmérkőzést vezetett, vagy működő társának partbíróként segített. A világbajnokság előtt az Nyugat-Németország–Brazília nemzetek közötti barátságos mérkőzést vezette. A holland nemzetközi játékvezetők rangsorában, a világbajnokság-Európa-bajnokság sorrendjében többedmagával a 16. helyet foglalja el 4 találkozó szolgálatával. Az aktív nemzetközi játékvezetéstől 1975-ben vonult vissza. Válogatott mérkőzéseinek száma: 5.

#### Labdarúgó-világbajnokság
A világbajnoki döntőhöz vezető úton Nyugat-Németországba a X., az 1974-es labdarúgó-világbajnokságra a FIFA JB játékvezetőként foglalkoztatta. A nemzetközi tornákon a FIFA JB általános gyakorlata, hogy egy adott mérkőzésre olyan játékvezetőt delegál, aki legalább az egyik csapatnak, a szakvezetés és a sportsajtó megelégedettségére vezetett mérkőzést. A FIFA JB elvárása szerint, ha nem vezetett, akkor partbíróként tevékenykedett. Egy csoportmérkőzésen 2. számú besorolást kapott. 1973-ban az Ázsia/Óceánia zónában bíróként segítette a döntőbejutás eldöntését. Világbajnokságon vezetett mérkőzéseinek száma: 1 + 1 (partbíró).

##### 1974-es labdarúgó-világbajnokság

###### Selejtező mérkőzés
| Időpont            | Helyszín                   | Mérkőzés típusa                | Mérkőzés             | Eredmény |
| ------------------ | -------------------------- | ------------------------------ | -------------------- | -------- |
| 1973. november 10. | Központi Stadion, Szöul    | döntőbejutás második mérkőzés  | Dél-Korea–Ausztrália | 2 : 2    |
| 1973. november 13. | Központi Stadion, Hongkong | döntőbejutás harmadik mérkőzés | Ausztrália–Dél-Korea | 1 : 0    |

###### Világbajnoki mérkőzés
| Időpont          | Helyszín                | Mérkőzés típusa              | Mérkőzés        | Eredmény | Nézők száma |
| ---------------- | ----------------------- | ---------------------------- | --------------- | -------- | ----------- |
| 1974. június 18. | Wald Stadion, Frankfurt | csoportmérkőzés (4. csoport) | Skócia–Brazília | 0 : 0    | 62 000      |

#### Labdarúgó-Európa-bajnokság
Az európai-tornadöntőhöz vezető úton Belgiumba a IV., az 1972-es labdarúgó-Európa-bajnokságra az UEFA JB bíróként alkalmazta.

##### 1972-es labdarúgó-Európa-bajnokság

###### Selejtező mérkőzés
| Időpont            | Helyszín                     | Mérkőzés típusa           | Mérkőzés      | Eredmény | Nézők száma |
| ------------------ | ---------------------------- | ------------------------- | ------------- | -------- | ----------- |
| 1970. november 11. | Ninian Park Stadion, Cardiff | előselejtező (1. csoport) | Wales–Románia | 0 : 0    | 19 882      |

#### Nemzeti kupamérkőzések
Vezetett kupadöntők száma: 1.

##### UEFA-kupa
1970-ig Vásárvárosok Kupája (VVK), az első UEFA-kupa 1971-ben indult útjára. 1974-ben az Európai Labdarúgó-szövetség (UEFA) JB szakmai munkájának elismeréseként megbízta a döntő találkozó szolgálatával.
| Időpont | Mérkőzés típusa | Mérkőzés              | Eredmény |
| ------- | --------------- | --------------------- | -------- |
| 1974    | döntő           | SC Magdeburg–AC Milan | 2 : 0    |

## Külső hivatkozások
- Arie van Gemert. World Referee. [2011. szeptember 22-i dátummal az eredetiből archiválva]. (Hozzáférés: 2010. december 25.)
- Arie van Gemert. scoreshelf.com. [2015. április 2-i dátummal az eredetiből archiválva]. (Hozzáférés: 2010. december 25.)
- Arie van Gemert. zerozerofootball.com. (Hozzáférés: 2010. december 25.)[halott link]
- Arie van Gemert. weltfussball.de. [2014. szeptember 12-i dátummal az eredetiből archiválva]. (Hozzáférés: 2010. december 25.)
- Arie van Gemert. footballdatabase.eu. (Hozzáférés: 2010. december 25.)
- Arie van Gemert. eu-football.info. (Hozzáférés: 2015. március 13.)